# アマンダ・ウォラー
アマンダ・ウォラー (Amanda Waller) は、DCコミックスの出版するアメリカン・コミックスに登場する架空の登場人物。

## 人物
A.R.G.U.S.に所属していて、スーサイド・スクワッド、Checkmateに関わっている。
アメリカの国益のために行動しており、国家に帰属しないで活動するジャスティス・リーグに対しては警戒感を持っており対立することも有る。

## テレビ
ARROW/アロー(2012-2020)
演 - シンシア・アダイ＝ロビンソン
ピースメイカー（2022年）
演 - ヴィオラ・デイヴィス
異世界スーサイド・スクワッド（2024年）
声 - くじら
クリーチャー・コマンドーズ（2024年）
声 - ヴィオラ・デイヴィス

## 映画
グリーン・ランタン(2011年)
演 - アンジェラ・バセット
スーサイド・スクワッド（2016年）
演 - ヴィオラ・デイヴィス
ザ・スーサイド・スクワッド “極”悪党、集結（2021年）
演 - ヴィオラ・デイヴィス
ブラックアダム(2022年)
演 - ヴィオラ・デイヴィス